# Hipernovă

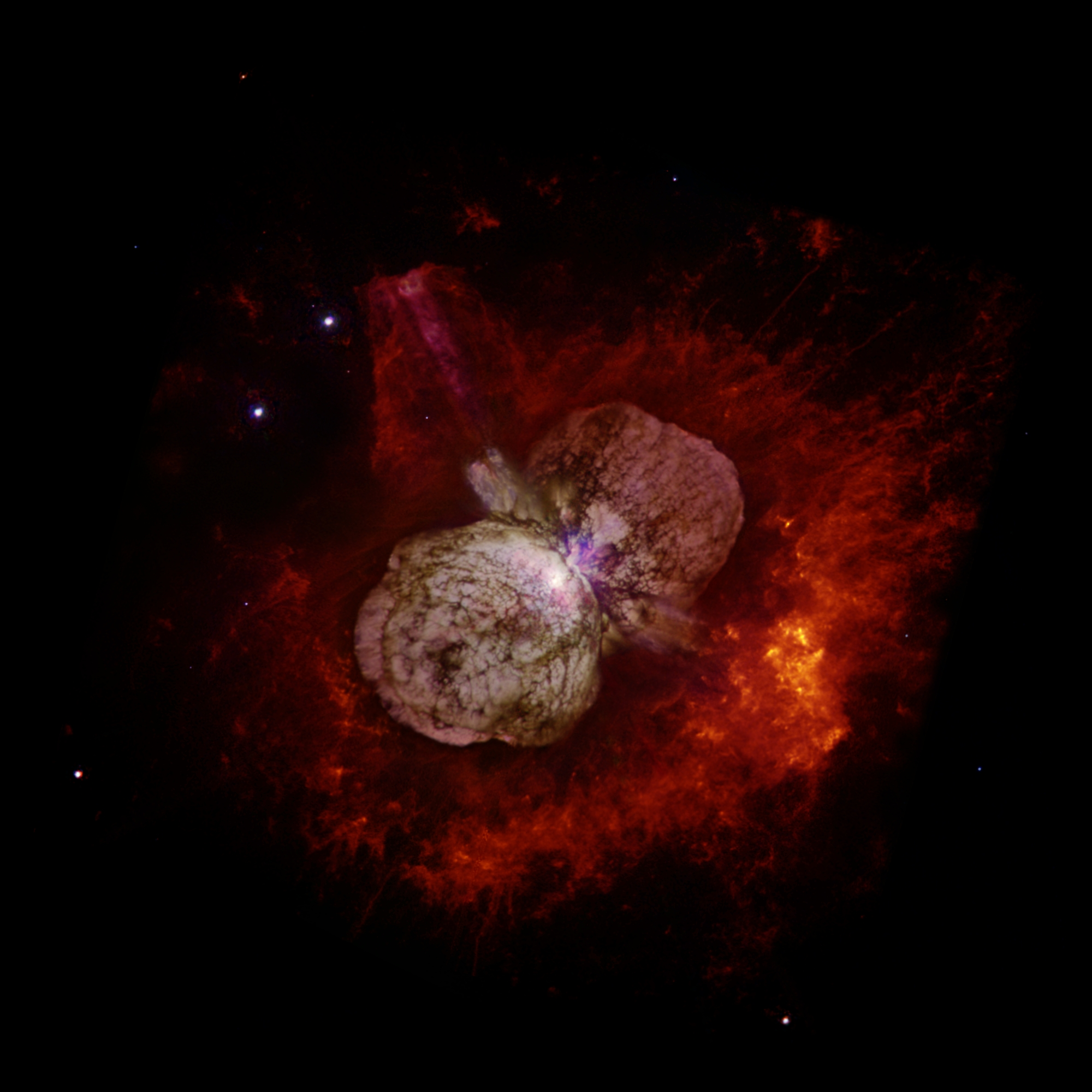
Eta Carinae, în constelația Carina, una dintre candidatele cele mai apropiate pentru o hipernovă

Hipernova (plural: hipernove) se referă la colapsul unei stele supermasive aflată la sfârșitul ciclului său de viață. Înainte de anii 1990 se specifica ca explozia sa este echivalentă cu cea a 100 de supernove (peste  1048 Jouli); acest tip de explozii se presupune că ar fi sursa exploziilor de raze gama.
Există stele care sunt atât de mari încât colapsul miezului nu poate fi oprit. Presiunea de degenerare și interacțiunile de respingere neutron-neutron pot susține doar o stea neutronică a cărei masă nu depășește limita Tolman-Oppenheimer-Volkoff de aproximativ 4 mase solare. Peste această limită, colapsul miezului are ca efect formarea directă a unei găuri negre,probabil producând o (încă teoretică) hipernovă. În mecanismul teoretic al hipernovei, se emit două jeturi de plasmă cu energie extrem de mare din polii de rotație ai stelei la viteză apropiată de cea a luminii. Aceste jeturi emit radiații gamma intense, și constituie una dintre posibilele explicații pentru exploziile de radiații gamma.